# Luweng Kidul
Luweng Kidul is een bestuurslaag in het regentschap Purworejo van de provincie Midden-Java, Indonesië. Luweng Kidul telt 640 inwoners (volkstelling 2010).